# Francesco Manfredini
Pour les articles homonymes, voir Manfredini.
Œuvres principales
Concerto de Noël op. 3 n° 12
Six sonates pour 2 violons et violoncelle
Francesco Onofrio Manfredini (cité aussi sous Francesco Maria Manfredini) (baptisé le 22 juin 1684 à Pistoia – mort le 6 octobre 1762 dans la même ville) est un violoniste et compositeur italien de musique baroque du XVIIIe siècle.

## Biographie
Francesco Manfredini est issu d'une famille de musiciens : son père était tromboniste à la cathédrale de Pistoia dès 1684. Francesco reçut son premier enseignement de chant et de musique probablement du maître de chapelle de sa ville natale, Sebastiano Cherici. Très jeune il part pour Bologne afin de rejoindre la cathédrale de San Petronio en tant qu'enfant de chœur et élève de l'école de musique. C’est là qu'il étudie le violon avec Giuseppe Torelli (*1658 - † 1709), et la composition et le contrepoint (disciplines qui à l'époque se recoupaient) avec Bartolomeo Girolamo Laurenti (*1644 – † 1726) et Giacomo Antonio Perti (*1661 - † 1756). Mais en 1696 intervient la dissolution de l’orchestre (cappella musicale) de San Petronio. Peu avant 1700 Francesco Manfredini se rend donc à Ferrare où il deviendra premier violon de l'Eglise dello Santo Spirito. En 1703 l'orchestre de San Petronio de Bologne est reconstitué et Manfredini le réintègre. En même temps, il est admis en 1704 en tant que violoniste (suonatore) dans la prestigieuse Accademia Filarmonica di Bologna de Bologne, dont il deviendra membre titulaire. Sa première publication, les 12 concertini opus 1, date de cette même année.
Lors d'un séjour à Venise en 1711 le Prince Antoine Ier Grimaldi l'engage comme maître de chapelle à Monaco. Dans le cadre de ses nombreuses attributions Manfredini y produit diverses compositions musicales, dont la plus marquante est la série de 12 concertos opus 3, datée de 1718 et dédiée au Prince Antoine. Manfredini reste en contact avec Bologne puisque c'est là qu'est publié ledit opus 3, et qu'en 1719 et 1720 ses deux premiers oratorios y sont joués (San Filippo Neri trionfante et Tomaso Moro).
Manfredini regagne sa ville natale Pistoia en 1727 (?), au poste de maestro da cappella (maître de chapelle) de la cathédrale San Filippo. Il cesse apparemment de voyager et décède dans sa ville natale.
Le langage musical de Manfredini est considéré comme très bolonais et est proche de l'expression de ses maîtres, Torelli, B.G. Laurenti, Perti, et d'autres membres de l’école liée à San Petronio. Toutefois, les œuvres de Manfredini auraient moins de force et de personnalité en comparaison aux œuvres de Torelli. La principale œuvre de Manfredini est son concerto pour Noël de l’opus 3, et son œuvre instrumentale la plus intéressante est la collection de six sonates (publiées à Londres en 1764).
Francesco et son épouse Rosa degli Antonii eurent onze enfants. Parmi eux le compositeur et castrat Giuseppe Manfredini et le compositeur et théoricien de la musique Vincenzo Manfredini (*1737 - † 1799).

## Œuvres
Nous ne connaissons qu'une quantité limitée des œuvres de Francesco Manfredini, dont celles qui furent imprimées et de rares manuscrits.

### Musique instrumentale
- 12 Concertini per camera a violino e violoncello o tiorba (« 12 petits concertos de chambre, pour violon, violoncelle ou théorbe »), op. 1, Bologne, Marino Silvani, 1704 (cote du RISM : M 338).
- Sonate en trio, in : Corona di dodici fiori armonici, Bologne, Peri, 1706.
(Sonate publiée dans un livret intitulé : Corona di dodici fiori armonici tessuta da altretanti ingegni sonori a tre strumenti (« Couronne de douze fleurs musicales, tissée par autant d'esprits ingénieux, pour trois instruments ») : collection de 12 sonates composées par autant de compositeurs pour trois instruments, soit : G.A. Alberti, G. Alberti, P. Bertinozzi, F. Farnè, G.N. Laurenti, P.P. Laurenti, F. Manfredini, C.A. Mazzolini, G. Prandi, P.G., Sandoni, G. Torelli et T. Vitali.)
- 12 Sinfonie da Chiesa a due violini col B.[asso] per l’organo e una viola a beneplacito, con una Pastorale per il Santissimo Natale (« Symphonies d'église pour deux violons, avec la basse jouée à l'orgue et un alto ad libitum. Avec une Pastorale pour le Très-Saint Noël »), op. 2, Bologne, Marino Silvani, 1709 (cote du RISM M 339).
- 12 Concerti a due violini e basso continuo obbligato, e due altri violini, viola e B. di rinforzo ad arbitrio, con una Pastorale per il Santissimo Natale (« Concertos à deux violons et basse continue obligée, et deux autres violons, alto, et basse de renfort au choix, avec une Pastorale pour le Très-Saint Noël »), op. 3, Bologna, 1718.
(Parmi ces concertos figure le célèbre n° 12 pour deux violons et cordes, Concerto de Noël.)
- Six Sonatas for two violins and violoncello with a through Basso for the harpsichord (Six « sonates pour deux violons et violoncelle avec basse continue pour le clavecin »), (Londres, posthume, 1764).
- Concerto a 4 con oboe e violini (« Concerto à 4 avec [un] hautbois et violons »), manuscrit (lieu de conservation donné par le RISM : A-Wn : Autriche. Vienne. Österreichische Nationalbibliothek, Musiksammlung = fonds musical de la bibliothèque nationale d'Autriche).
- Concerto con una o due trombe (« Concerto pour une ou deux trompettes »), manuscrit,  1711 (lieu de conservation donné par le RISM : I-Bsp : Italie. Bologne. Archivio musicale della Basilica di San Petronio = Archives musicales de la basilique San Petronio).
- Concerto per violino solo, 2 violini, viola, violoncello, clavicembalo (« Concerto pour violon solo, 2 violons, alto, violoncelle, clavecin »), manuscrit (lieu de conservation donné par le RISM : GB-Mp : Grande-Bretagne. Manchester. Henry Watson Music Library = Bibliothèque musicale publique Henry Watson).

### Oratorios (tous perdus) et autres œuvres vocales
Les indications de date et de lieu se réfèrent à des représentations avérées de l’œuvre.
- San Filippo Neri trionfante nelle grotte di San Sebastiano di Roma, livret : Giambattista Neri, (Bologna, 1719, et Pistoia, 1725).
- Tomaso Moro, G. B. Neri, (Bologna, vers 1720, et Pistoia, 1727).
- La profezia d'Eliseo nell'assedio di Samaria, G. B. Neri, (Pistoia, 1725).
- Salomone, assicurato nel soglio, livret : D. Canavese, (Pistoia, 1725).
- La cantate d'église (cantata sacra) Il doppio sacrifizio del Calvario, (Pistoia, 1725).
- Discacciamento d'Adamo e d'Eva dal Paradiso terrestre, (Pistoia, 1726).
- Il sacrifizio di Gefte, G. B. Neri, (Pistoia, 1728).
- Il core umano combattuto da due amori, divino e profano, G. B. Neri (Pistoia, 1729).
- Golia ucciso da Davidde, (Pistoia, 1734).

## Enregistrements
- Concerti Grossi op. 3 nos  1 à 12, par la Capella Istropolitana, dir. Jaroslav Krček (Naxos 8.553891)